# Aldeas viejas de Vitoria
Las aldeas viejas de Vitoria son Arriaga, Betoño, Adurza, Arechavaleta, Gardélegui, Olárizu, Mendiola, Ali y Castillo.

## Historia
Según el convenio alcanzado en Segovia en 1258 entre la Cofradía de Arriaga y el rey Alfonso X de Castilla, el Sabio, se acordó la entrega de dieciséis aldeas: las aldeas viejas pasaron a formar parte de los límites de Vitoria, mientras que las siete restantes se integraron en Salvatierra. Todas ellas forman parte en la actualidad el municipio de Vitoria, ya sea como concejo, barrio o despoblado.